# Cubillas (Cantabria)
Cubillas es un barrio del municipio de Ramales de la Victoria, en la comunidad autónoma española de Cantabria, situado a 2 kilómetros de su capital municipal.
Tiene una población de 43 habitantes, y está atravesado por el río Asón y la carretera nacional 629.

## Toponimia
Su nombre deriva de las dos ‘cubillas’ (pequeñas cuevas que sirven de refugio) situadas junto a la carretera nacional y que fueron destruidas parcialmente (una de ellas por completo) al hacerse las últimas obras de mejora de la carretera. La que queda está ahora colgada varios metros sobre el nivel de la vía, en medio del talud resultante de la obra. También hay otra tercera ‘cubilla’ denominada «El Carrascal», cuyas paredes y techos contienen conchas marinas fosilizadas de ostras denominadas ‘de cremallera o Rastellum’. La cueva está situada en la finca propiedad de ‘Fitos’.
Los habitantes de Ramales han denominado, de forma coloquial, a este barrio con muchos otros nombres a lo largo del tiempo: Corea (en recuerdo de la guerra de dicho país, dado que se decía que la mitad de los vecinos no se hablaban con la otra mitad), La Choricera (por una granja porcina y fábrica de productos cárnicos derivados que hubo a la orilla de la carretera nacional), Torcada (por un antiguo vecino que tenía la costumbre de irse a los bares del pueblo dejando a su mujer en casa, y cuando le preguntaban, con sorna, por ella, contestaba que la había dejado «entorcada», es decir, metida en un hoyo, en referencia al valle; aunque, propiamente, ‘Torcada’ se llamaba a la zona en que vivía ese vecino, donde hoy están el parque público y el campo de fútbol) y Sierra Alcomba (por el nombre del pueblo que ocupa lo más alto del monte a cuyo pie está Cubillas). El terreno sobre el que se asienta el barrio, antes de fundarse el mismo, era conocido como el sitio de «El Carrascal».

## Historia
En la cueva de La Zorra se ha encontrado cerámica elaborada a torneta, datada por quienes la hallaron en época altomedieval, que constituye el más antiguo vestigio localizado hasta el momento de presencia humana en el terreno del actual barrio. El camino vecinal que lo atraviesa de norte a sur fue, hace siglos, el camino real de Castilla a Laredo, y por él pasó, entre otros, Carlos I de España y V de Alemania en su último viaje como rey, cuando se dirigía al monasterio de Yuste y dejaba el trono a su hijo y sucesor Felipe II. En recuerdo de este hecho se han instalado carteles indicadores y se celebra anualmente una ruta a pie festivo-cultural que parte de Laredo y finaliza en Medina de Pomar (Burgos).
El actual barrio fue levantado en la década de 1940.